# Смольниця
Смольниця (біл. вёска Смольніца) — село в складі Смолевицького району Мінської області, Білорусь. Село підпорядковане Заболотській сільській раді, розташоване в центральній частині області.